# King Ralph
King Ralph ist eine US-amerikanische Filmkomödie aus dem Jahr 1991 mit John Goodman, John Hurt und Peter O’Toole in den Hauptrollen. Der Film basiert auf dem Roman Headlong von Emlyn Williams.

## Handlung
Durch einen unglücklichen Zufall kommen bei den Aufnahmen eines Familienfotos durch einen Stromschlag alle Mitglieder des britischen Königshauses ums Leben. Fieberhaft setzt der erste Privatsekretär Sir Cedric Willingham alles daran, einen legitimen Thronfolger zu finden. Nach intensiver Suche macht man einen unehelichen Spross der Familie ausfindig. Allerdings entspricht Ralph Jones nicht ganz den Vorstellungen eines künftigen Königs: Der US-Amerikaner verdient seinen Lebensunterhalt in Las Vegas mit Klavierspielen. Dennoch entscheidet man sich, es mit ihm zu versuchen.
Da Ralph gerade sein Engagement verloren hat, lässt er sich überzeugen, ins Vereinigte Königreich zu kommen, ohne die geringste Vorstellung darüber, was dort von ihm erwartet wird. Auch wenn sich Sir Cedric bemüht, ihm alles beizubringen, was ein König wissen und können muss, vor allem aber, was er nicht tun darf, schlägt Ralph immer wieder über die Stränge.
Als König Ralph bei einem heimlichen Ausflug die charmante Nachtclub-Stripperin Miranda Green kennenlernt, wird die Sache heikel: Lord Percival Graves aus dem Hause der Stuarts lauert nur darauf, den letzten Erben des Hauses Windham (Anspielung auf das Haus Windsor) bloßzustellen, um den Thron zu erben. Er bietet Miranda viel Geld, damit unbemerkt skandalöse Fotos von König Ralph gemacht werden. Zwar will Miranda das verhindern, aber einem Fotografen gelingen doch einige Bilder, auf denen zu sehen ist, wie sich Ralph und Miranda küssen.
Ralph findet sich inzwischen in seine neue Rolle als König immer besser ein. Seinen ersten Staatsempfang besteht er mit Bravour, weil König Mulambon, sein Gast aus Afrika, das steife Hofzeremoniell ebenso wenig mag wie er und an der unkonventionellen Art seines Gastgebers Gefallen findet.
Der Premierminister und Sir Cedric beschließen, dass der König heiraten muss und arrangieren einen Ball mit der Prinzessin Anna von Finnland. Es stehen finnische Großaufträge für die darbende britische Wirtschaft in Aussicht, da käme eine Verbindung auf höchster Ebene gerade recht. Nach anfänglichem Sträuben lässt sich Ralph darauf ein, auch wenn er eigentlich immer noch in Miranda verliebt ist. Lord Percival besticht den Butler des Königs und lässt über ihn Miranda eine Einladung zu dem Ball zukommen. Am Abend der Veranstaltung flüstert er dem naiven König ein, er solle sich doch ruhig mal so richtig gehen lassen auf dem Ball, das komme sicher gut an bei den Gästen. Ralph, von seinem Erfolg bei König Mulambon ermutigt, versucht daraufhin die steife Stimmung auf dem Ball aufzulockern, in dem er eine wilde Rock-’n’-Roll-Nummer auf dem Cembalo hinlegt. Die Ballgäste, vor allem das finnische Königspaar, sind entsetzt. Gerade als diese Peinlichkeit ihr Ende findet, taucht die ahnungslose Miranda auf dem Ball auf. In diesem Moment spielt Lord Percival dem finnischen König die Skandalbilder zu. Empört verlassen die Staatsgäste den Ball. Der ersehnte Großauftrag ist geplatzt. Die Popularität des Königs ist auf einem Tiefpunkt angekommen.
Sir Cedric kommt aber den Intrigen auf die Spur. Er informiert den König und Scotland Yard. Butler Gordons Handschrift wird identifiziert, er wird verhaftet und gesteht. König Ralph kommt derweil dahinter, dass auch Sir Cedric als Thronfolger in Frage gekommen wäre. Dieser hatte aber verzichtet, weil ihm der Mut fehlte und er keine Kinder zur Sicherung der Erbfolge hat.
König Ralph lässt das House of Commons einberufen. Lord Percival hetzt die Abgeordneten vor dem Eintreffen des Königs weiter gegen ihn auf. Nun erscheint Ralph in der Sitzung, die live im Fernsehen übertragen wird. Er entschuldigt sich beim britischen Volk dafür, dass ihm viele Fehler unterlaufen sind, und verkündet, dass er mit König Mulambon einen industriellen Großauftrag abgeschlossen hat. Die negative Stimmung beginnt umzuschlagen. Nun entlarvt der König, wer ihn sabotieren wollte und lässt Lord Percival gemäß dem Gesetz über Hochverrat von 1702 wegen versuchten Eingriffs in die Erbfolge der Monarchie von Scotland Yard verhaften. Dann offenbart er, dass auch Sir Cedric Anspruch auf den Thron hat. Danach dankt er offiziell ab und übergibt Cedric sein Amt. Diese noble Geste lässt das gesamte Haus sowie das Volk von England in Begeisterungsstürme ausbrechen.
Ralph packt seine Sachen und verabschiedet sich vom nunmehrigen Monarchen, König Cedric. Anschließend wird Ralph zum Herzog von Warren ernannt. Ralph gewinnt Miranda für einen Neuanfang und sie leben wenig später glücklich und zurückgezogen mit einem gemeinsamen Kind auf Schloss Warren. König Cedric hat Ralph eigens ein Musikstudio eingerichtet, das er ausgiebig nutzt.

## Kritiken
„Ward arrangiert diese Geschichte als Gag-Feuerwerk, doch die meisten seiner Knaller verpuffen als Blindgänger. Zu sehr vertraut der Film auf den urigen Witz Goodmans, doch der gute Mann allein macht die Komödie noch nicht komisch.“

„Ausgelassen gespielte und in perfektem Timing inszenierte Komödie, die ihren Humor hauptsächlich aus der Kollision von amerikanischer (Un-)Kultur und englischer Tradition bezieht, ohne dabei billige Gags zu benutzen.“

## Hintergrund
- Das von Ralph zitierte Gesetz über Hochverrat, der „Treason Act 1702“, existiert tatsächlich. Er sieht für das Verbrechen des Eingriffs in die Erbfolge der britischen Monarchie die Todesstrafe vor, die offiziell erst 1998 in lebenslange Haft umgewandelt wurde. Anders als von Ralph im Film behauptet, wurde es jedoch nicht unter Wilhelm III. verabschiedet, sondern im ersten Jahr der Herrschaft von Königin Anne.
- Im Film empfängt König Ralph I. den König von Finnland und dessen Familie. Tatsächlich gab es in Finnland lediglich gegen Ende des Ersten Weltkriegs 1918 zwei Monate lang einen König (Friedrich Karl von Hessen).
- Der Name des finnischen Königs, „Gustav“, ist ein schwedischer, genauer gesagt ein nordischer Vorname und wird mit so im Finnischen nicht benutzt.[1] Die finnische Variante Gustavs ist Kustaa; dieser Vorname ist allerdings selten.[2][3]
- Ein Gag des Films ließ sich kaum ins Deutsche übertragen: Ralph wird eine Auswahl typisch englischer Gerichte präsentiert. Als Amerikaner kennt er den englischen Dessertkuchen „Spotted dick“ nicht, verwechselt diesen mit den Würstchen von „Bangers and Mash“ und fragt nach, von welchem Tier dieser „Dick“ (Penis) sei. In der deutschen Synchronisation behalf man sich mit der Bezeichnung „Gefüllter Dödel“.

## Musik
- „Tiny Bubbles“ von: Leon Pober, nachgestellt von: John Goodman
- „Be-Bop A-Lula“ von: Gene Vincent, Sheriff Tex Davis
- „Song from Moulin Rouge – Where is your Heart“ von: William Engvick, Georges Auric
- „I’m in the Mood for Love“ von: Dorothy Fields, Jimmy McHugh
- „Good Golly, Miss Molly“ von: Robert Blackwell, John Marascalco, nachgestellt von: John Goodman
- „Duke of Earl“ von: Earl Edwards, Eugene Dixon, Bernice Williams, nachgestellt von: John Goodman